# Abderraouf Djellabi
Abderraouf Djellabi, né le 8 mai 1992, est un joueur de handballeur algérien,.

## Biographie
- Olympique El Oued

## Palmarès

### avec l'équipe d'Algérie
Abderraouf Djellabi participe à plusieurs compétitions internationales avec l'Équipe d'Algérie :
Championnat du monde junior
- 14e au Championnat du monde junior 2011 ( Grèce)

Championnats d'Afrique
- 4e place au Championnat d'Afrique 2016 ( Égypte)